# Polyscias otopyrena
Polyscias otopyrena är en araliaväxtart som först beskrevs av Henri Ernest Baillon, och fick sitt nu gällande namn av Lowry och G.M.Plunkett. Polyscias otopyrena ingår i släktet Polyscias och familjen Araliaceae. Inga underarter finns listade.